# 安南區
23°02′50″N 120°11′05″E / 23.0473013°N 120.1846813°E
安南區，舊稱菅仔埔、安順庄，位於臺灣臺南市西部，屬於臺南都會區的一部份，東鄰永康區、新市區、安定區，西濱臺灣海峽，南以鹽水溪與安平區、中西區、北區為界，北以曾文溪與七股區、西港區為界。區內人口約有20.4萬人，是臺南市僅次於永康區的人口第二大區。

## 歷史
安南區在不到300年前仍是一片汪洋，屬於臺江內海的一部份，內海外緣臨臺灣海峽處有北線尾等沙洲。
據史載，清領時期乾隆年間即開始有海埔新生地浮出，因為遍生菅芒，故稱菅仔埔（臺灣台語：Kuann-á-poo），後遭百姓圍墾。道光3年（1823年）曾文溪改道使得內海快速淤積，沿海居民據地圍墾、搭建臨時草寮，故形成許多「藔」字地名，日治後日人再改作「寮」。古時有臺江十六寮（草湖寮、南路寮、中洲寮、溪頂寮、陳卿寮、和順寮、總頭寮、新寮、布袋嘴寮、溪心寮、海尾寮、本淵寮、公親寮、學甲寮莊、溪南寮、五塊寮）的說法，即為歷史之見證。
由於百姓搶地圍墾弊端多，後來官府介入。據《臺灣采訪冊》記載，「道光七年，孔道憲以浮埔略堪耕種，曾經委員會同臺、嘉二邑勘丈給墾。」開墾改由官方給照，並劃定界線。
日治初期，此地大部份屬外武定里。1920年台灣總督府實行五州制，該地設安順，隸臺南州新豐郡。當時安順庄濱海尚有臺江內海遺留的水域，唯此後漸漸陸化；復加上1938年4月1日原北門郡七股庄土城子、青草崙兩個大字因曾文溪下游改道，使得該地居民與安順庄交流日漸，遂順應民情改隸安順庄，使得安順庄面積不斷擴大。戰後設臺南縣新豐區安順鄉，而後於1946年3月10日併入省轄臺南市，新區名取安順與臺南之意，合稱為安南。
另有未經官方裁定之地方軼事本，“首府地區町轄編輯” 則有記載。據傳，逢時日治時期，台灣各地紛亂抗爭不止，前後皆有楠西、玉井兩較大規模抗爭，死傷慘烈。其中犧牲者又以男性居多，當地居民為表告慰犧牲眾多之男丁，遷居沿海平地，並於居住地取名為安南區，則有安“男”之意。同期，日本總督府（現總統府）為表與台民相處融洽，另派日本官員與當地台南領事耆老商討另二處空區地名，據傳因當時各部反日在心，卻無奈反抗，則提出了“平、定”二字（現安平、安定），日本官員聞之卻深以為是歸順之意，但卻忘了早在南方已有了安南區，合併起來便是“南平定”則有諧音難平定的意思，佔了在地區音義上的便宜。當時對日本則宣稱：安南、安平、安定則有祝福早些落幕的抗日戰事，原住民、台人、日人，三安無事。

## 現況
本區因多海埔新生地，開墾不易，仍有維持不少農漁業型態，在原臺南市各區之中，公共設施建設較為落後，加上距離中山高速公路及高速鐵路及縱貫鐵路過遠，聯外交通略為不便，因此即便安南區屬原台南市（1946年安順鄉納入省轄市之台南市），但至今仍有不少台南人認為安南區仍是郊區，雖然安南區呈現郊區狀態，但也保留較多自然景觀。近年來臺南市政府投入大規模的開發與建設，例如：安明路（台17線西濱公路）、海佃路（台17甲線）、北安路、安和路（台19線中央公路）、安吉路（台南支線聯絡道）、北汕尾路、台江大道及海尾路之開闢；興建台南科技工業區，總頭寮工業區，和順工業區，新吉工業區。開發草湖寮、九份子、怡中、佃北四座市地重劃區。廢除40年禁建條理，引進國立成功大學安南校區及中信金融管理學院等大專院校，並設立亞太國際棒球訓練中心、國立臺灣歷史博物館、台江國家公園等設施。
因歷史發展的關係，本區較繁榮地帶都集中在東半部，西半部仍有大片漁塭與生態保護區，形成強烈對比。商業氣息較強的聚落有數個：
- 和順（中洲寮）：原縣市交界帶與道路交通要衝，台19線安和路、東往永康區的長和路在此交會。境內有臺南市立安南醫院、亞太國際棒球訓練中心、國立臺灣歷史博物館。
- 安順（溪頂寮）：日治時期第一代安順庄役場所在，鄰近台南市區，重要道路如台19線安和路、安中路、長溪路等都在此交會。境內有瀛海高中。
- 本淵寮－十字路－海尾寮：本區中心地帶。後來的安順庄役場遷至今安中路與海佃路交會的十字路，逐漸發展起來，與本淵寮貫連成今之安南市區。安南區重要政治及文教機構皆設於此。繁榮市街可沿海佃路與海尾寮相連。
- 草湖寮：位於安中路、北安路、安通路之間，為台南市市地重劃區之一。
- 溪仔墘：以新興住宅區發展起來的地方，鄰近台南市區、昔台17線（今台17甲線海佃路）進出市區的要道。以「海佃」為名的政教與金融機構多設立於此。
- 土城仔：本區西半部最古老聚落，曾經建有南台灣第一座水上樂園悟智樂園。台17線安明路、安中路、台17乙線台江大道交匯於此。信仰中心正統鹿耳門聖母廟為著名廟宇與觀光勝地。

在中、西兩區合併為中西區後，臺南市政府曾研議將本區切割為二，維持全市7區的格局。但在臺南市縣確定合併改制直轄市、以及配合鄉鎮市區數減少，未來可能會整併鄰近鄉鎮。另有民間提議將本區更名為「臺江區」。雖然提議被駁回，但境內的部分設施已以台江命名，例如台江文化中心、台江國家公園。
全區土地利用狀況為：農耕地2,391.22公頃（2017年統計）、魚塭3,063.83公頃（2017年統計）、科工區709公頃及野生動物保護區523.848公頃，其餘則為社區、道路河川及公墓用地。

## 人口
根據臺南市安南區戶政事務所及臺南市政府民政局統計，2024年底安南區戶數約7.5萬戶，人口約20.4萬人，區內人口最多與最少的里分別是溪心里與鹿耳里，2024年底兩里人口分別為10,027人與947人。
自1905年開始有全面性人口普查統計的10,789人。2023年3月28日，安南區人口突破20萬人，成為全市第二個人口達到20萬人的行政區。

## 政治

### 區政組織

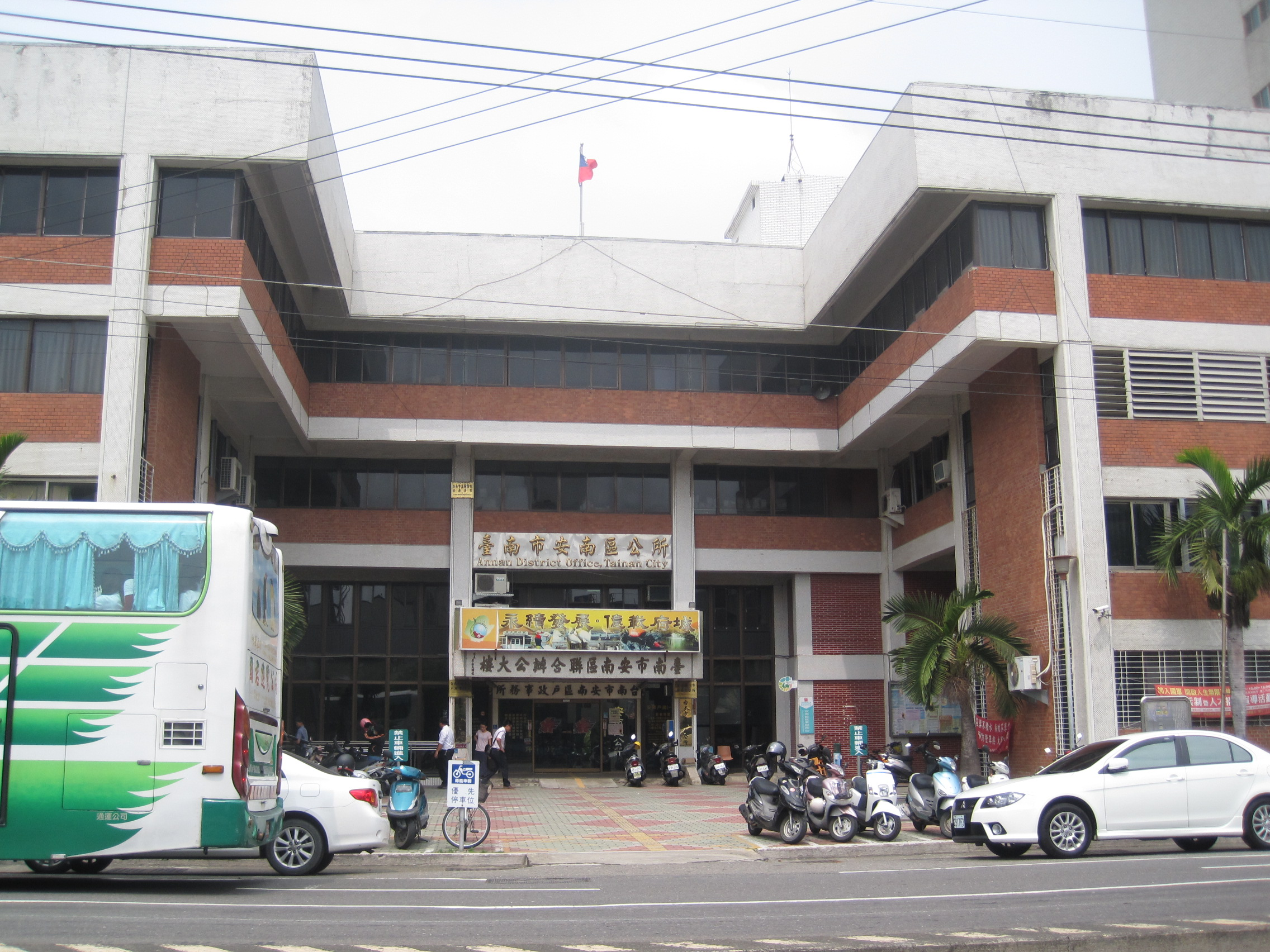
安南區公所

安南區公所是臺南市政府在安南區的派出機關，在中華民國政府架構中為市政府綜理區政的執行機關，上級業務監督機關為臺南市政府。區長由市長任命，其任期為無任期保障。在區長及秘書之下，設有6課3室等9個內部單位。安南區為臺南市議會第六選區，在市議會的57席市議員中，安南區共選出6席區域市議員（不含平地原住民與山地原住民議員）。

### 行政區
安南區劃分51里856鄰，區域面積計107.2016平方公里，其中城西里為該區面積最大的里，達10.65平方公里，佔該區總面積之9.93%。
| 安南區行政區劃 |
| A 公塭里 公親里 四草里 布袋 州北里 州南里 安西里 安和里 安東里 安順里 B C 佃西里 佃東里 長安里 D 東和里 青草里 南興里 砂崙里 E 城北里 城西里 城東里 城南里 海西里 F 海東里 海南里 原佃里 國安里 G 鹿耳里 梅花里 H 淵中里 淵西里 淵東里 鹽田 塭南里 溪心 I J K L 新順里 M 學東里 總頭里 媽祖宮里 A：大安里 B：安富里 C：安慶里 D：幸福里 E：城中里 F：海佃里 G：頂安里 H：理想里 I：溪北里 J：溪東里 K：溪頂里 L：溪墘里 M：鳳凰里 |

### 區內行政單位
| | |
| - 安南區戶政事務所 - 安南區衛生所 - 臺南市安南地政事務所 - 臺南市稅捐處安南分處 - 財政部南區國稅局安南稽徵所 - 警察單位 - 臺南市政府警察局第三分局 - 海南派出所 - 顯宮派出所 - 安佃派出所 - 長安派出所 - 安南派出所 - 和順派出所 - 安中派出所 - 安順派出所 - 土城派出所 - 消防單位 - 台南市政府消防局第六救災救護大隊 - 安南分隊 - 安和分隊 - 土城分隊 | - 臺南市立仁愛之家 - 臺南市肉品市場 - 國營事業 - 環保局第五區隊 - 電力公司安南所 - 電力公司和順所 - 水利會安南工作站 - 水利會公塭工作站 - 臺南市農會安南辦事處 - 臺南市農會土城辦事處 - 臺南市農會和順辦事處 - 臺南市農會安順辦事處 - 中華電信安南服務中心 - 科工區服務中心 - 南臺灣創新園區 |

## 教育

### 特殊教育學校
- 國立臺南特殊教育學校

### 大專院校
- 國立成功大學安南校區（水工試驗所）
- 中信金融管理學院
- 康寧大學

### 高級中學
- 臺南市私立瀛海高級中學
- 臺南市立土城高級中學
- 中信國際實驗教育機構

### 國民中小學
- 臺南市立九份子國民中小學

### 國民中學
- 臺南市立安南國民中學
- 臺南市立海佃國民中學
- 臺南市立安順國民中學
- 臺南市立和順國民中學
- 臺南市立土城高級中學國中部
- 臺南市私立瀛海高級中學國中部

### 國民小學
- 臺南市安南區安順國民小學
- 臺南市安南區土城國民小學
- 臺南市安南區和順國民小學
- 臺南市安南區長安國民小學
- 臺南市安南區海佃國民小學
- 臺南市安南區學東國民小學
- 臺南市安南區顯宮國民小學
- 臺南市安南區安佃國民小學
- 臺南市安南區安慶國民小學
- 臺南市安南區青草國民小學
- 臺南市安南區南興國民小學
- 臺南市安南區海東國民小學
- 臺南市安南區鎮海國民小學

## 醫療
- 臺南市立安南醫院（採BOT模式，由中國醫藥大學興建經營）

## 交通

### 道路

#### 公路
當前安南區境內之編號公路共有6條，其中有1條國道、2條省道主線、2條省道支線，以及1條市道。另外臺南都會區北外環道路第三期路段已完工通車，台61線當前處於規劃中之狀態。
- 國道八號（台南支線）：安南區境內僅設置台南端，其端點位於安南區東北部之安南區－安定區界。
- 台17線：縱向通過安南區中部，北起國姓橋（安南區－七股區界），南至大港觀海橋（安南區－北區界），過境長度約9.5公里。
- 台17甲線：縱向通過安南區東部，北起國道八號台南端（安南區－安定區界），南至鹽水溪橋（安南區－北區界），過境長度約7公里。
- 台17乙線：橫向通過安南區北部。西起安明路（台17線），東至安吉路（台17甲線），過境長度5.918公里。全線均位於安南區境內。
- 台19線：縱向通過安南區東部，北起安南區－安定區界，南至溪頂寮大橋（安南區－永康區界），過境長度約6公里。
- 市道178號：橫向通過安南區東北部，西起安吉路（台17甲線），東至安南區－安定區界，過境長度約2.3公里。
- 臺南都會區北外環道路：第三期路段已完工通車至長和路。第二期工程施工中，預計將於台江大道設置交流道。
- 台61線（興建中）：將於青草崙設置交流道，並銜接台江大道。

#### 主要道路
當前安南區境內之主要道路（即臺南市道路編號為兩位數者）共有10條。
安南區早期的三條主要「大馬路」是安和路、安中路與海佃路，過去寬度都不到15公尺:37。過去居民常在這三條路上曝曬農作物，直到1984年臺南市政府通令禁止在馬路曝曬農作物為止:38。
| 臺南市 道路編號 | 道路名稱   | 南起／東起                      | 北至／西至                  | 長度 （公里） | 備註                                    |
| --------------- | ---------- | ------------------------------- | --------------------------- | ------------- | --------------------------------------- |
| 11              | 四草大道   | 四草大橋 （安南區－安平區界）   | 本田路                      | 4.1           |                                         |
| 11              | 鹿耳門大道 | 本田路                          | 北汕尾路                    | 1.6           |                                         |
| 12              | 台江大道   | 府安堤頂道路                    | 青草崙堤防                  | 13.8          | 安吉路至安明路段屬台17乙線              |
| 13              | 安明路     | 大港觀海橋 （安南區－北區界）   | 國姓橋 （安南區－七股區界） | 9.5           | 全線均屬台17線                          |
| 14              | 怡安路     | 安和路                          | 安中路                      | 2.5           |                                         |
| 14 · 140        | 安中路     | 安和路                          | 城安路                      | 9.7           |                                         |
| 15              | 海佃路     | 鹽水溪橋 （安南區－北區界）     | 公學路                      | 5.7           | 鹽水溪橋至安吉路段屬台17甲線            |
| 15 · 120        | 公學路     | 安南區－安定區界                | 城北路                      | 9.4           | 安南區－安定區區界至安吉路段屬市道178號 |
| 19              | 北安路     | 公園路                          | 安和路                      | 7.1           | 二－四段位於安南區境內                  |
| 23              | 安和路     | 溪頂寮大橋 （安南區－永康區界） | 安南區－安定區界            | 6.0           | 全線均屬台19線                          |

### 公車
- 大台南公車[14]

| 編號       | 路線                                 | 營運單位 | 備註                                                                                         |
| ---------- | ------------------------------------ | -------- | -------------------------------------------------------------------------------------------- |
| 2          | 崑山科大－安平白鷺灣社區             | 府城客運 | - 部分班次延駛至三鯤鯓、四草。 - 延駛至四草時才進入安南區範圍。                              |
| 3          | 海東國小－德高國小                   | 府城客運 | - 部分班次延駛至復興國中、全福新城。 - 每周一海東國小16:00及16:55發車班次不經仁和路。        |
| 5          | 和順轉運站－市立醫院                 | 府城客運 | - 部分班次延駛至大甲里。                                                                     |
| 7          | 公園北路－台糖安南學苑               | 府城客運 | - 每周一17:10後發車班次不經南天宮。                                                          |
| 9          | 臺南轉運站－東溪埔寮福安宮           | 統聯客運 | - 九人座小巴班次繞駛公親里。                                                                 |
| 10         | 臺南轉運站－鹿耳門天后宮             | 統聯客運 |                                                                                              |
| 11         | 大成路口－城西里                     | 府城客運 | - 6:33發車班次由下鯤鯓站發車。                                                               |
| 11區間車   | 城西里→台南車站（北站）              | 府城客運 | - 城西里21:55發車。                                                                          |
| 18         | 西門健康立體停車場－和順轉運站       | 府城客運 | - 部分班次延駛至國民路。 - 部分班次繞駛北安路。                                              |
| 20         | 仁德轉運站－安南醫院                 | 巨業交通 |                                                                                              |
| 98         | 臺南轉運站－七股鹽山                 | 府城客運 |                                                                                              |
| 901        | 府城汽車客運公司－克樺社區           | 府城客運 |                                                                                              |
| 904        | 永康臨時轉運站－鹿耳門天后宮         | 巨業交通 | - 部分班次延駛至四草。                                                                       |
| 905        | 永康臨時轉運站－聖母廟（城安路）     | 統聯客運 |                                                                                              |
| 藍幹線     | 安平工業區－西港－佳里               | 興南客運 |                                                                                              |
| 藍23       | 安平工業區－海尾－九塊厝             | 興南客運 |                                                                                              |
| 藍24       | 安平工業區－土城子－青草里           | 興南客運 |                                                                                              |
| 藍24區間車 | 安平工業區－土城子－聖母廟（安中路） | 興南客運 |                                                                                              |
| 藍25       | 佳里－七股－南台灣創新園區           | 皇冠交通 | - 全線使用小黃公車營運，採預約制發車。                                                       |
| 橘3        | 善化轉運站－安定－和順轉運站         | 興南客運 | - 部分班次繞駛許中營。 - 部分班次延駛至臺南轉運站，不經和順轉運站。                          |
| 橘11       | 麻豆轉運站－西港                     | 興南客運 | - 部分班次延駛至下營區公所、安南醫院。 - 部分班次延駛至臺南轉運站，不經安南醫院。            |
| 橘11-1     | 麻豆轉運站－臺南轉運站               | 興南客運 | - 部分班次延駛至下營區公所。 - 部分班次繞駛成大醫院（勝利路）。 - 跳蛙公車，僅停靠部分站點。 |

### 公共自行車
臺南市YouBike 2.0於2023年2月23日正式營運，截至2025年8月1日於安南區內設置56處站點。

## 旅遊

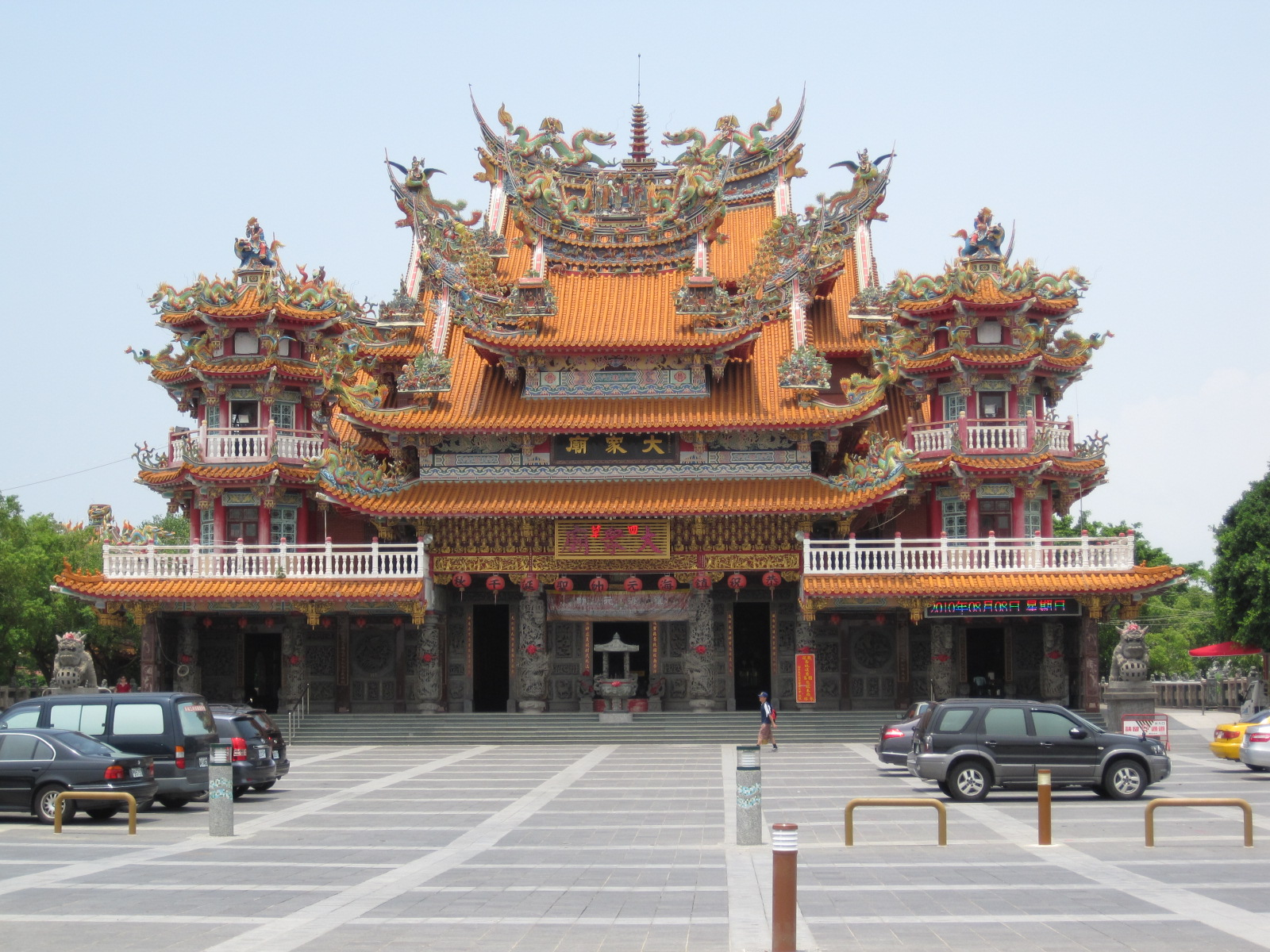
四草大眾廟主祀鎮海大元帥－陳酉

本區旅遊以沿海生態景觀為主。轄區原有「雲嘉南濱海國家風景區」、「四草野生動物保護區」以及若干濕地。2009年公告「台江國家公園」整合觀光資源並負擔保育工作。
- 台江國家公園
- 雲嘉南濱海國家風景區
- 國立臺灣歷史博物館
- 台江文化中心
- 四草野生動物保護區
- 四草綠色隧道
- 十二佃神榕公園
- 鹿耳門天后宮
- 正統鹿耳門聖母廟
- 中洲寮保安宮
- 飛虎將軍廟
- 四草大眾廟
- 布袋嘴寮代天府
- 溪心寮保安宮
- 海尾朝皇宮
- 鄭成功紀念公園：2006年台南市政府籌款新台幣九百十八萬元重新整修設立公園，紀念相傳1661年國姓爺－鄭成功登陸台灣之處即在此地，約鄭仔寮西300公尺處。
- 亞太國際棒球訓練中心：2019年第五屆U12少棒錦標賽主場地。

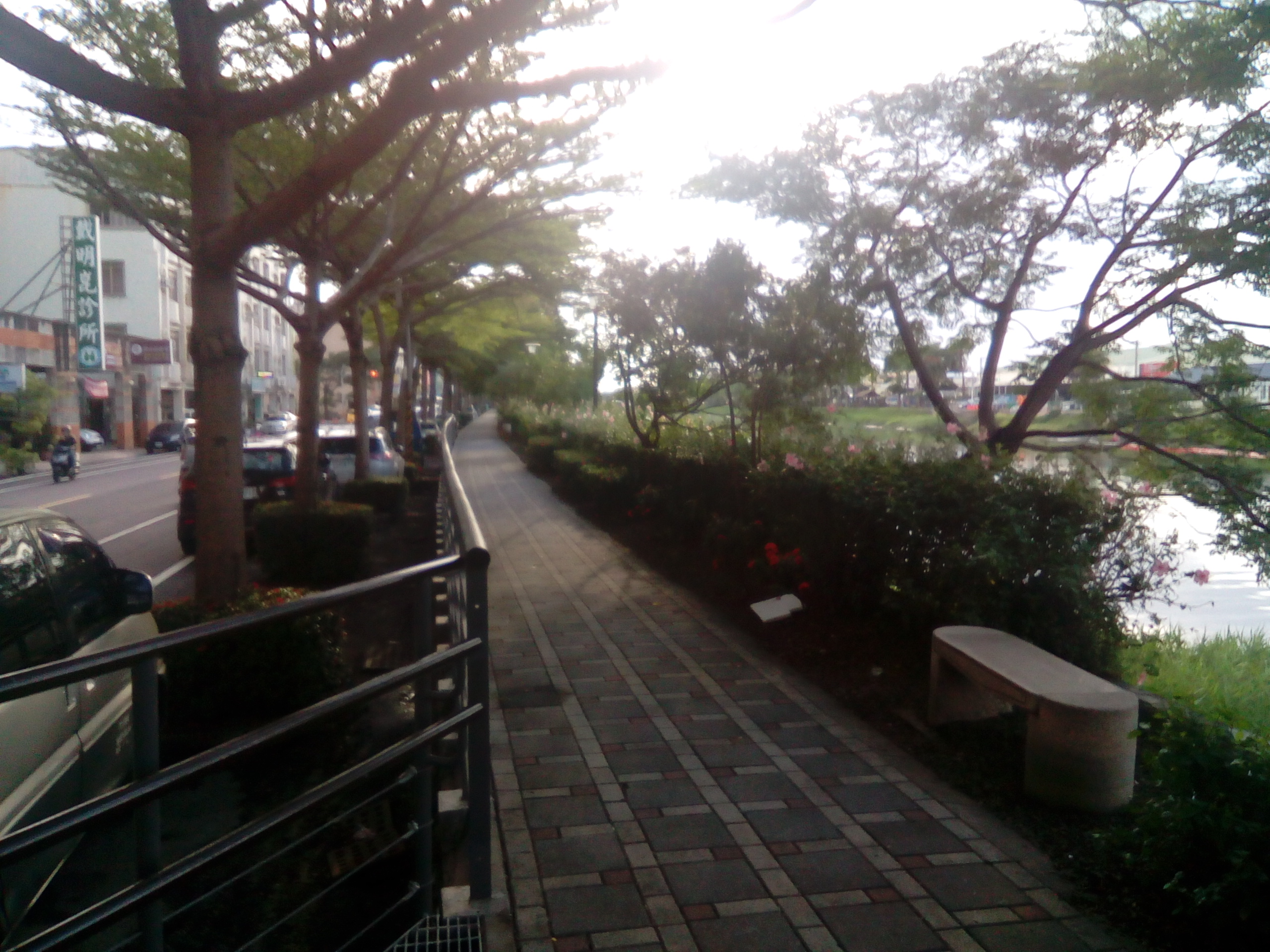
安南嘉南大圳旁的環圳步道

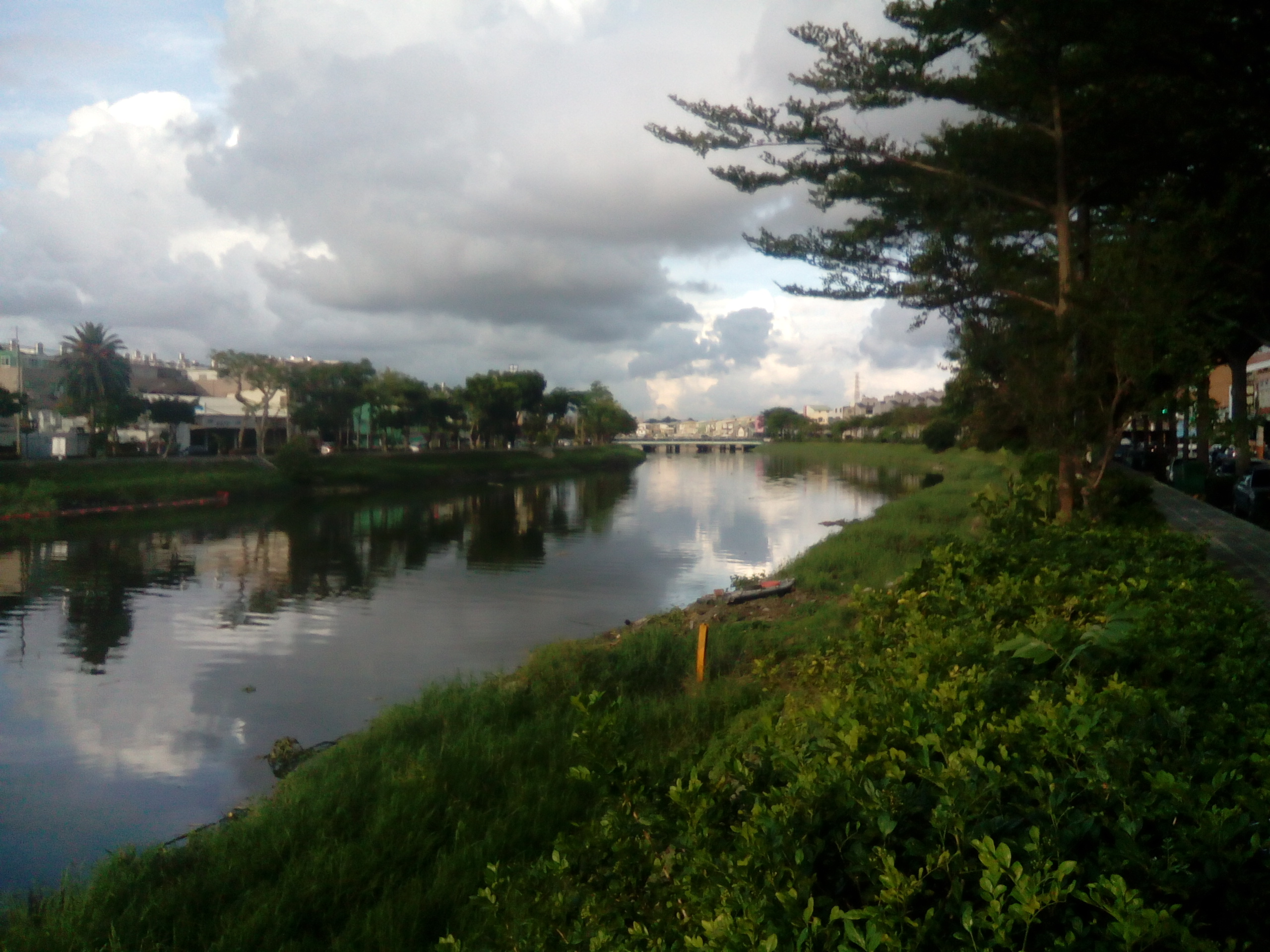
流經安南區的嘉南大圳(遠處為台19線安順橋)

- 嘉南大圳水上運動訓練中心
- 嘉南大圳環圳步道
- 鹽水溪溪濱公園

## 延伸閱讀
- 林德政總纂修. . 台南市安南區公所. 1999.
- 吳茂成主編. . 安東庭園社區管委會. 2003. ISBN 9572932705.

## 外部連結
- 臺南市安南區公所 （页面存档备份，存于）
- 臺南市安南區戶政事務所
- 交通部雲嘉南濱海國家風景區管理處
- 國立臺灣歷史博物館 （页面存档备份，存于）